# Beaver Dam (Kentucky)
Beaver Dam is een plaats (city) in de Amerikaanse staat Kentucky, en valt bestuurlijk gezien onder Ohio County.

## Demografie
Bij de volkstelling in 2000 werd het aantal inwoners vastgesteld op 3033.
In 2006 is het aantal inwoners door het United States Census Bureau geschat op 3166, een stijging van 133 (4,4%).

## Geografie
Volgens het United States Census Bureau beslaat de plaats een oppervlakte van
6,5 km², geheel bestaande uit land.

## Plaatsen in de nabije omgeving
De onderstaande figuur toont nabijgelegen plaatsen in een straal van 24 km rond Beaver Dam.